# 桑尼比尔·威廉姆斯
桑尼比尔·威廉斯（Sonny Bill Williams，1985年8月3日—）是一名新西兰运动员。他从事3种不同的运动，被广泛认为是世界上最优秀的运动员之一。他身高1.94米、体重为108公斤。
他是職業橄欖球員。同时他是一个职业拳击手。2013年，他被评为世界最佳橄榄球盟球员。2009-2013年，他赢得了他所有的6次拳击賽。

## 親屬
桑尼比爾的妹妹尼尔是前任紐西蘭國家隊觸式橄欖球隊長，並且是現任紐西蘭七人制橄欖球女子國家隊陣中一員。他的哥哥約翰亞瑟·威爾斯、堂兄亨利·派瑞那拉及馬可仕·派瑞那拉皆是聯盟制橄欖球運動員。  桑尼比爾亦是曾同為超級橄欖隊聯賽酋長隊的提姆·納納義·威廉斯及Pro 14聯賽卡地夫深藍隊的尼克·威廉斯的堂兄弟。同屬紐西蘭全黑隊的迪傑·派瑞那拉亦是他的遠親。

## 统计

### 紐西蘭國家橄欖球隊
| 年度    | 出場數 | 勝場 | 敗場 | 達陣 |
| ------- | ------ | ---- | ---- | ---- |
| 2010-15 | 33     | 31   | 2    | 9    |

## 外部連結
- All Blacks （页面存档备份，存于） (紐西蘭國家橄欖球隊)

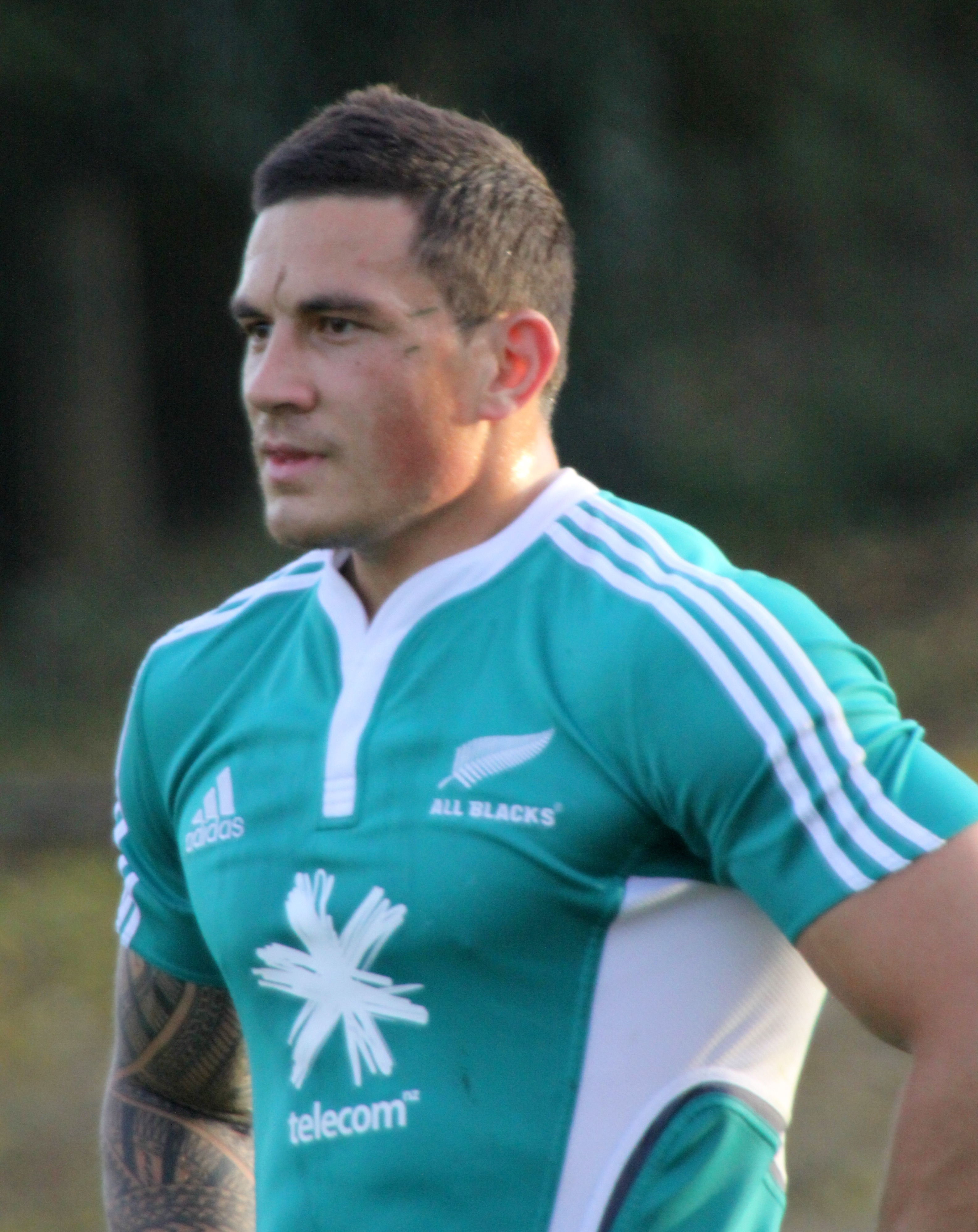
桑尼比尔·威廉斯